# Xocəsən (Metro de Bakú)
Xocəsən es una estación del Metro de Bakú. Se inauguró el 23 de diciembre de 2022.
La construcción de la estación de metro "Xocəsən" comenzó en 2014. Los trabajos de construcción de la estación y los túneles se organizaron en tres etapas. La excavación de los túneles se llevó a cabo en condiciones hidrogeológicas muy difíciles, debido a la compleja capa de suelo y la abundancia de agua subterránea debajo de la ciudad de Bakú. La excavación del túnel derecho se completó en abril de 2018 y la excavación del túnel izquierdo se completó en abril de 2022. La construcción de la estación de metro se completó a fines de 2022. Las pruebas se realizaron en octubre de 2022. La estación de metro fue inaugurada el 23 de diciembre de 2022 por el presidente de Azerbaiyán, Ilham Aliyev.